# Muscimol
El muscimol es el componente psicoactivo, junto con el ácido iboténico, responsable de los efectos psicotrópicos de la Amanita muscaria.

## Historia
Durante muchos años se pensó que el principio activo de la Amanita muscaria era la muscarina, un alcaloide que provocaba síntomas de acaloramiento, molestias intestinales, desorientación y otros síntomas de poco agrado al paciente que la ingería. No fue hasta los años 60 en que de forma independiente se descubrió, en Suiza y en Japón, que los principios activos responsables de los efectos alucinógenos del hongo eran el ácido iboténico y el muscimol.

## Farmacología
El ácido iboténico, una neurotoxina presente en la Amanita muscaria se convierte por descarboxilación en muscimol al desecarse el hongo, siendo este más estable y más potente a nivel de psicoactividad. Este último compuesto se encuentra en el hongo fresco en proporciones más reducidas.
El muscimol es un potente agonista selectivo de los receptores GABA. Los receptores GABA están ampliamente distribuidos en el cerebro, por lo que cuando se administra el muscimol, éste es particularmente activo en el cerebro, corteza cerebral y en el hipocampo.
El muscimol es expulsado prácticamente inalterado en la orina. Esto explica la práctica de beber la orina en Siberia, ya que se elimina la miuscarina  y sus efectos negativos como las náuseas y vómitos.

### Efectos sobre el individuo
Es un potente alucinógeno, más concretamente un disociativo 
El efecto puede durar de cuatro a seis horas (sin contar la fase inicial de espera a que se produzcan los síntomas), constando los efectos de distintas fases.
Entre los principales síntomas físicos producidos por el muscimol se encuentran dolores gástricos, diarrea, vómitos, sequedad de boca, pérdida de equilibrio, espasmos musculares débiles, contracción de pupilas, convulsiones y, en caso de ingesta elevada, incluso coma.
Entre los efectos psicotrópicos se provocan alucinaciones, especialmente de carácter visual, disociación (separación del cuerpo y la mente), también percepciones auditivas, euforia y comportamiento anómalo.

### Toxicidad
Puede producir trastornos nerviosos micoatropínicos (intoxicación colinérgica causada por hongo) o panterianos.
Los principales síntomas se producen entre la media hora y tres horas después de haber ingerido los hongos, pudiéndose prolongar hasta las 8 horas después de la ingestión.
Los casos de intoxicación grave cursan con delirios, agitación causada por la confusión, alucinaciones, irritabilidad, depresión del sistema nervioso central e incluso coma.
El efecto es altamente variable en los individuos, dosis similares pueden provocar efectos muy diferentes.
Algunas personas que sufren intoxicación han mostrado dolores de cabeza hasta 10 horas después.

### Tratamiento de la intoxicación
Se debe buscar atención médica en los casos de intoxicación.
Se realizará un lavado gástrico si los efectos tóxicos aparecen una hora después de la toma .
Se dará carbón activado en el caso en que el tiempo entre la ingesta y el tratamiento sea inferior a 4 horas .
El jarabe de ipecacuana no es recomendable en casos de intoxicación.
No existe un antídoto, siendo la atención de apoyo fundamental para la intoxicación: si se producen vómitos podemos recurrir a rehidratación, en caso de fallos respiratorios recurriremos a la oxigenación y se puede recurrir al uso de sedantes en caso de alta agitación-nerviosismo.